# Valpaços e Sanfins
Valpaços e Sanfins é uma freguesia portuguesa do município de Valpaços, com 39,15 km² de área e 4660 habitantes (censo de 2021). A sua densidade populacional é 119 hab./km².

## História
Foi criada aquando da reorganização administrativa de 2012/2013, resultando da agregação das antigas freguesias de Valpaços e Sanfins.

## Demografia
A população registada nos censos foi:
| Distribuição da População por Grupos Etários | Distribuição da População por Grupos Etários | Distribuição da População por Grupos Etários | Distribuição da População por Grupos Etários | Distribuição da População por Grupos Etários |
| -------------------------------------------- | -------------------------------------------- | -------------------------------------------- | -------------------------------------------- | -------------------------------------------- |
| Ano                                          | 0-14 Anos                                    | 15-24 Anos                                   | 25-64 Anos                                   | > 65 Anos                                    |
| 2001                                         | 809                                          | 661                                          | 2361                                         | 798                                          |
| 2011                                         | 729                                          | 511                                          | 2514                                         | 998                                          |
| 2021                                         | 615                                          | 455                                          | 2254                                         | 1336                                         |

À data da junção das freguesias, a população registada no censo anterior (2011) foi:
| Freguesia atual    | Freguesia atual  | Freguesia atual | Freguesias antigas | Freguesias antigas | Freguesias antigas |
| Freguesia          | População (2011) | Área (km²)      | Freguesia          | População (2011)   | Área (km²)         |
| ------------------ | ---------------- | --------------- | ------------------ | ------------------ | ------------------ |
| Valpaços e Sanfins | 4752             | 39,15           | Valpaços           | 4 539              | 33,67              |
| Valpaços e Sanfins | 4752             | 39,15           | Sanfins            | 213                | 5,49               |